# Jonglei-Kanal

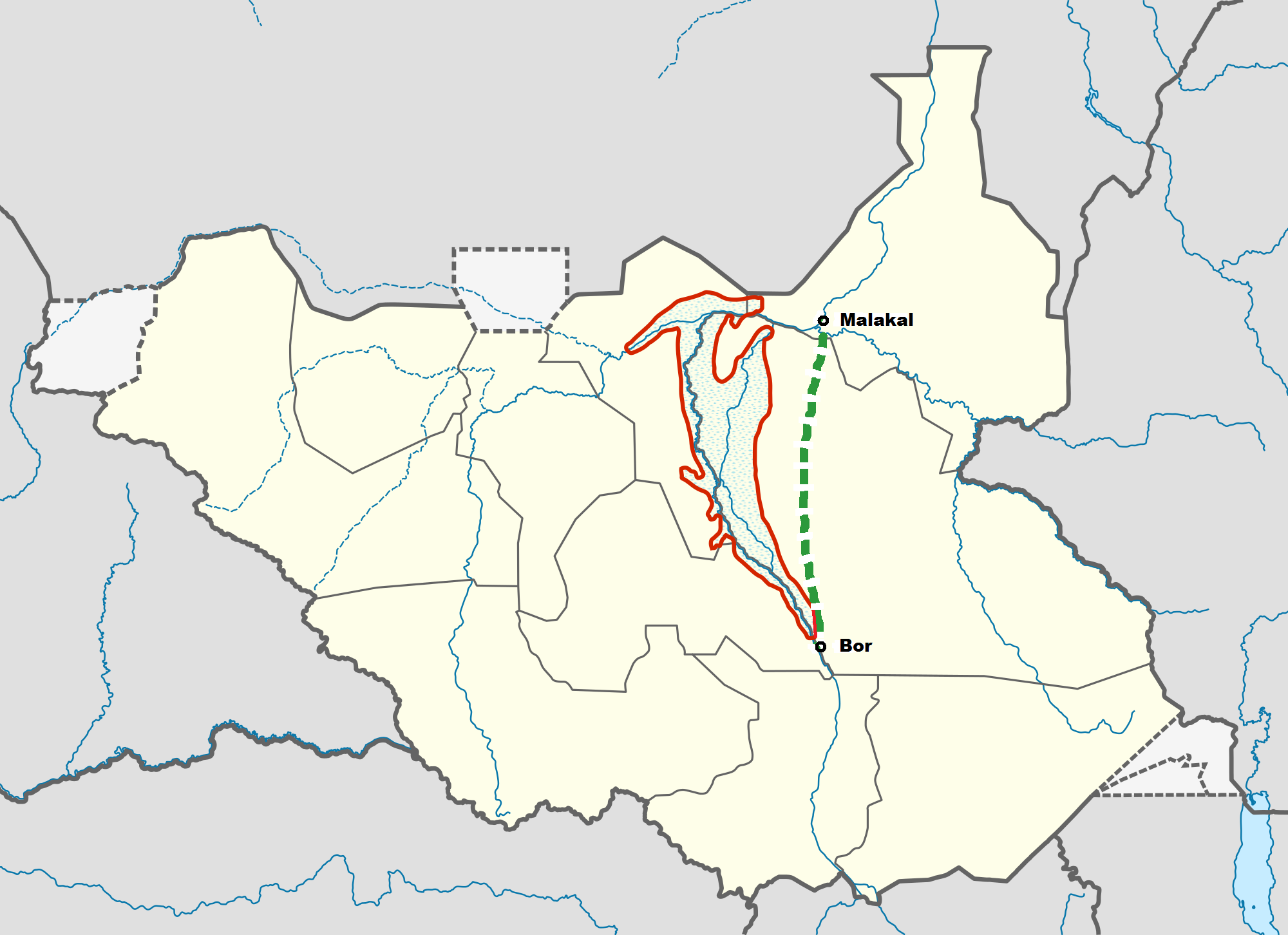
Sudd (rot) und Jonglei-Kanal (grün).

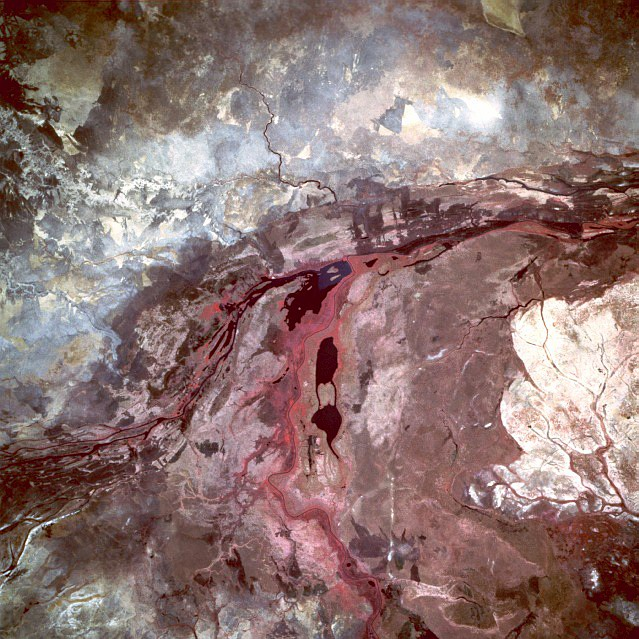
Satellitenbild des Sudd, den der Jonglei-Kanal umfließen soll.

Der Jonglei-Kanal ist ein unvollendetes Kanalprojekt im südsudanesischen Bundesstaat Jonglei, der das Sumpfgebiet Sudd am Weißen Nil umgehen sollte. Sein Bau begann 1974, wurde aber infolge des Sezessionskrieges im Südsudan unterbrochen. Seine Länge hätte bei Vollendung 360 Kilometer betragen und er hätte die Städte Bor und Malakal verbunden.

## Gründe für den Bau

### Verdunstung und Wassernutzung
Der Nil tritt mit einer aus dem zentralafrikanischen Seengebiet stammenden ungefähren jährlichen Wasserführung von 43 km³ in den Sudd ein, bis zum Nordrand des Sumpfgebietes verringert sich diese Menge auf etwa 23 km³. Davon trägt allein der Fluss Sobat, der im Hochland von Abessinien entspringt, 18 km³ bei, d. h. der Weiße Nil verliert im Sudd 53,2 Prozent seines Wassers durch Evapotranspiration, also durch direkte Verdunstung und Verdunstung durch Pflanzen. Deshalb gab es schon seit 1907 erste Ideen, sein Wasser in einem Kanal am Sudd vorbeizuleiten, dadurch die Verdunstungsverluste zu reduzieren und das zusätzliche Wasser den Bewässerungsprojekten Sudans, vor allem aber Ägyptens zuzuführen. Konkrete Pläne wurden in den Jahren 1954 bis 1959 ausgearbeitet. Von der Umleitung hätten der Nordsudan und Ägypten profitiert, da dann mehr Wasser nordwärts befördert worden wäre. Der Sudd wäre dabei allerdings teilweise ausgetrocknet, dafür hätten riesige Agrarflächen in Ägypten, im Norden Sudans bzw. im Sudd-Gebiet selbst bewirtschaftet werden können.

### Schiffbarkeit
Auch die schwierige Schifffahrt durch den Sudd würde durch den Jonglei-Kanal vereinfacht.

## Verlauf der Bauarbeiten

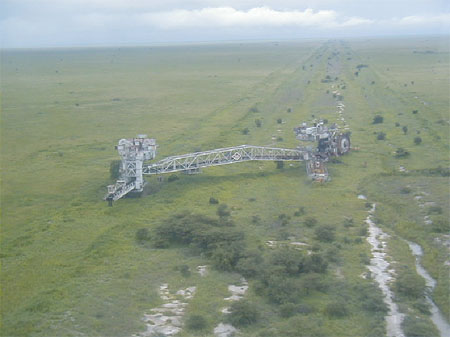
Der Bagger „Lucy“, abgestellt seit 1983

1974 wurde mit dem Bau begonnen. Dabei kam auch ein in Lübeck hergestellter mobiler Bagger, damals der größte der Welt, zum Einsatz, der den Spitznamen „Lucy“ erhielt. Er hatte eine Kapazität von 40.000 Kubikmetern pro Tag. Der Kanal sollte 38 Meter breit und 4 bis 8 Meter tief werden. Auf Grund des 1983 begonnenen sudanesischen Bürgerkriegs wurde der Bau jedoch 1984 unterbrochen, als das Projekt zu 70 % fertiggestellt war. Der Bagger verblieb an Ort und Stelle.
Die Regierung der seit 2005 autonomen Region Südsudan hat sich gegen die Fertigstellung des Kanals ausgesprochen. Vor allem Ägypten befürwortet weiterhin eine Wiederaufnahme des Projekts.
Im April 2021 unterzeichnete der Südsudan ein Abkommen mit Ägypten über das Ausbaggern eines 30 km langen Abschnitts des Flusssystems Bahr el Ghazal von der Hauptstadt des Bundesstaates Unity, Bentiu. Das Projekt umfasst das Ausbaggern massiver Schlickablagerungen und die Bekämpfung des Wasserunkrauts im Bahr-el-Ghazal-Becken, insbesondere am Naam-Fluss, und die Schaffung von Landeplätzen entlang des Kanals. Ziel ist offiziell, den Kanal schiffbarer machen, die Absicht bestehe diesmal nicht darin, das Wasser des Sudd abzulassen. Bei Realisierung würde der Transport zwischen dem Südsudan und dem Sudan erleichtert und die Reisezeit flussaufwärts verkürzt werden, der Sumpf würde jedoch jährlich etwa 10 Milliarden Kubikmeter Wasser zusätzlich freisetzen.

## Auswirkungen auf die Umwelt
Gegner des Projektes wie das Umweltprogramm der Vereinten Nationen meinen, dass der Bau des Kanals und die teilweise Trockenlegung des Sumpfgebietes den ganzen Wasserhaushalt von Nordafrika aus dem Gleichgewicht brächten. Da weniger Wasser verdunsten würden, fiele weniger Regen – der Sudd würde sich langfristig zur Wüste verwandeln. Damit würde den Viehzüchtern im Sudd die Lebensgrundlage entzogen.
Befürworter meinen hingegen, dass der Regen ohnehin aus dem verdunsteten Wasser des Südatlantiks stamme. Daneben stünde mehr Wasser aus dem Kanal der Landwirtschaft zur Verfügung.
Dass die Interessen der lokalen Bevölkerung beim Bau des Kanals kaum berücksichtigt wurden, war einer der Gründe, weshalb 1983 erneute Kämpfe um die Unabhängigkeit des Südsudans begannen. Versprochene Entwicklungsprojekte im Kanalgebiet wurden kaum umgesetzt und Seitenkanäle, die der Bewässerung vor Ort hätten dienen sollen, wurden nicht gegraben. Die Zentralregierung in Khartum übte Druck auf südsudanesische Politiker aus, dem Kanal zuzustimmen, und behinderte die politische Karriere von Gegnern des Kanals. Südsudanesische Kritiker sahen in dem Projekt ein Beispiel für die Ausbeutung des Südens im Interesse des Nordens.